# Al-Buhturi
Al-Walid al-Buhturi, född 819, död 897, var en arabisk poet.
Al-Buhturi var hovpoet hos kalifen Al-Mutawakkil och flera efterföljande abbasider och ansedd som en av abbasidtiden tre största poeter. Av större betydelse än hans egen diwan var den antoligo av äldre arabisk poesi som han efter förebild av Abu Tammam utgav under benämningen Hamasa ("Hjältemod").